# عبدالله زبرماوی
عبدالله زبرماوی (عربی: عبدالله سليمان زبرماوي؛ زادهٔ ۱۵ نوامبر ۱۹۷۳) بازیکن سابق فوتبال اهل عربستان سعودی است.
وی در تیم ملی فوتبال عربستان ۱۲۲ بازی انجام داده است و عضو این تیم در جام جهانی فوتبال ۱۹۹۴ و ۱۹۹۸ و ۲۰۰۲ بوده است.